# Maja (religie Wschodu)
Maja (Dewanagari: माया trl. māyā) – samo słowo oznacza coś, czego nie ma; w wedyzmie jest to nadprzyrodzona, iluzoryczna moc bóstwa w formie Dewi; manifestacja boskiej energii; w wedancie i buddyzmie ułuda zasłaniająca rzeczywistość. Maja bywa utożsamiana z Kali, Durgą itp.

## Maja w filozofii
Koncepcja mai pochodzi z Upaniszadów.
W filozofii adwajtawedanty maja jest iluzją, namacalną i mentalną rzeczywistością codziennie absorbującą świadomość żywych istot, zakrywającą przed nimi prawdę na temat tożsamości i ich związku z Brahmanem.
Jako siła zasłaniająca prawdziwą Jaźń, powoduje doświadczenia mnogości bytów (odrębność jednostkowych jaźni) i odczucie odzieności ich od Brahmana.
Według hinduizmu maja oddziałuje głównie poprzez tzw. fałszywe ego (ahamkara), czyli utożsamianie się z materialnym ciałem oraz poprzez przywiązanie do posiadanych rzeczy (mameti). Pokonanie wpływu mai jest konieczne do wyjścia z cyklu sansary i osiągnięcia wyzwolenia (mokszy).

## Maja jako postać
W hinduizmie maja bywa przedstawiana w kategoriach jestestwa ontologicznego, odpowiedzialnego za zaciemnienia na poziomie kosmicznym, jak i psychologicznym.

### Mahamaja
Mahamaja (wielka Maja) ma moc utrzymywania żywych istot w złudzeniu, a także wyzwolenia ich z ułudy. Mahamaja składa się z trzech sił natury materialnej – gun.
W dziele Dewimahatmjam Mahamaja opisywana jest jako ta, która zakrywa oczy Wisznu podczas joganidry (boskiego snu) w czasie, gdy całe stworzenie wtopione zostało w jego ciało.
Jest częściową ekspansją Jogamaji.

### Jogamaja
Jogamaja jest wewnętrzną mocą Wisznu, który okrywając się tą energią nie pozwala, aby każdy mógł go ujrzeć i nie każdemu może on zostać objawiony.
Wisznu stwarzając i utrzymując maję i jogamaję rozszerza się także w niezliczone ekspansje, z których pierwsze nazywane są wisznu-tattwa a wtórne-żywymi istotami.

## Maja wbuddyzmie
Māyā (Mahāmāyā lub Māyādevi) to imię matki Sidhatthy Gautamy, późniejszego Buddy, żona króla Suddhodany Gautamy, z rodu Śakjów.